# Bertel Haarder
Bertel Geismar Haarder, né le 7 septembre 1944 à Rønshoved (Danemark), est un homme politique danois, membre du Parti libéral. Il est ministre de la Culture et ministre des Affaires ecclésiastiques de 2015 à 2016.

## Biographie

### Études
Bertel Haarder est diplômé d'un master en sciences politiques à l'université d'Aarhus en 1970.

### Député
Il est élu pour la première fois au Folketing (le Parlement danois) lors des élections législatives de 1975, en tant que représentant du Jutland du Nord. Il est réélu en 1977, mais cette fois dans le comté de Copenhague. À partir de son deuxième mandat, il occupe plusieurs rôles de porte-parole thématique pour son parti, notamment sur les finances, l'éducation et la culture.
Il devient député au Parlement européen après les élections européennes de 1994. En janvier 1997, il est élu vice-président du Parlement. Après sa réélection en 1999, il devient vice-président du groupe ADLE. Il démissionne de son mandat au Folketing en septembre 1999. Il quitte le Parlement européen le 26 septembre 2001, la veille de son retour au gouvernement.
Il revient au Folketing lors des élections législatives de 2005, en étant élu dans le comté de Vestsjælland. Lors des élections législatives anticipées de 2007, il est élu dans la nouvelle circonscription de Copenhague.

### Ministre de Poul Schlüter
Bertel Haarder obtient son premier poste ministériel le 10 septembre 1982 en devenant ministre de l'Éducation du premier cabinet de Poul Schlüter. Cinq ans plus tard exactement, il cumule ce portefeuille avec le ministère de la Science, de la Technologie et du Progrès. Le 25 janvier 1993, la coalition de centre-droit est renversée par une alliance de centre-gauche conduite par Poul Nyrup Rasmussen et Haarder quitte ses fonctions.

### Ministre de Fogh Rasmussen
Le 27 novembre 2001, après la victoire de la coalition libérale-conservatrice aux législatives, il est nommé ministre des Réfugiés, des Immigrants et de l'Intégration et ministre sans portefeuille, chargé des Affaires européennes, dans le premier cabinet d'Anders Fogh Rasmussen. Son portefeuille des Affaires européennes est supprimé le 1er janvier 2004, mais il obtient, tout en conservant le ministère des Réfugiés, celui de la Coopération pour le développement le 2 août 2004.
Lors de la formation du second cabinet Fogh Rasmussen le 18 février 2005, il est nommé ministre de l'Éducation et ministre de l'Église. Il ne conservera que le premier des deux dans le troisième cabinet Rasmussen, formé le 23 novembre 2007, et substituera au second le portefeuille de la Coopération nordique.

### Ministre de Løkke Rasmussen
Maintenu dans l'ensemble de ses fonctions lors de l'arrivée au pouvoir de Lars Løkke Rasmussen en 2009, il est finalement promu ministre de l'Intérieur et de la Santé lors d'un important remaniement ministériel opéré le 23 février 2010.
Le 28 juin 2015, il devient ministre de la Culture et des Affaires ecclésiastiques après la victoire de Lars Løkke Rasmussen aux élections législatives. Le 28 novembre 2016, il n'est pas reconduit dans ses fonctions ministérielles après que le gouvernement ait été élargi à deux nouveaux partis.

### Après le gouvernement
Après sa réélection lors des élections de juin 2019, il prend la présidence de la commission des affaires culturelles du Folketing,. En décembre 2019, il est nommé à la présidence du théâtre royal danois.
Le cumul des présidences du théâtre royal et de la commission des affaires culturelles suscitant la controverse, il abandonne la seconde et prend la tête de la commission des affaires étrangères en janvier 2020.
En février 2021, après plus de 45 ans de carrière politique, il annonce qu'il ne sera pas candidat à un nouveau mandat lors des prochaines élections. Son mandat parlementaire prend donc fin avec les élections législatives de novembre 2022.
Il quitte la présidence du théâtre royal danois en novembre 2023.